# Perseus
Perseus (tiếng Hy Lạp: Περσεύς) là người anh hùng đầu tiên trong thần thoại Hy Lạp đã từng đánh bại những con quái vật cổ xưa được biết với nhiều cái tên tạo ra bởi mười hai vị thần Olympus. Anh đã giết Medusa (quái vật tóc rắn) và giải cứu Andromeda (công chúa vương quốc Aethiopia) khỏi con quái vật biển Cetus, vốn được thần biển Poseidon phái đi để trừng phạt nữ hoàng Cassiopeia vì bà dám nói rằng con gái của bà - công chúa Andromeda (có dị bản chép là vẻ đẹp của chính bà) đẹp hơn nhiều lần chị em Nereid, con gái của thần biển Nereus.

## Sự ra đời của Perseus
Perseus là con trai của thần Zeus với công chúa Danae, con gái duy nhất của vua Acrisius xứ Argos. Acrisius thất vọng vì suốt một thời gian dài không có lấy một đứa con trai. Vả lại, ông được nghe một lời sấm truyền báo rằng: nếu không có con trai, ông sẽ bị giết bởi đứa con trai duy nhất do con gái mình sinh ra. Bởi Danaë vẫn còn là một cô gái ngây thơ, nhà vua đã quyết định giam con gái mình vào 1 căn phòng bằng đồng với mái vòm có thể nhìn lên trời, nơi giam giữ được xây trong khu vườn tại cung điện của nhà vua. Vì thế, không một vị hoàng tử nào có thể biết người con gái xinh đẹp tuyệt trần đang ở đó. Thế nhưng có một người biết. Đó là thần Zeus. Zeus đã biến thành những giọt mưa vàng. Những giọt mưa lọt qua mái của căn phòng. Không lâu sau đó, Danae thụ thai con của Zeus. Sự thụ thai thần kì này khiến Danae nghĩ rằng bố của đứa bé không thể nào là một người trần thế và cô nghĩ ngay đến thần Zeus.

## Cuộc đời của Perseus
Sau khi Perseus chào đời, Danae đã bí mật chăm sóc Perseus. Nhưng tiếng khóc của đứa bé làm cho Acrisius biết được. Nhà vua đã rất sợ hãi vì theo lời phán truyền của các vị tiên tri Delphi. Sau đó, nhà vua đã để hai mẹ con ở trong quan tài gỗ và thả chiếc quan tài dưới biển. Và vì thế nhà vua sẽ không phải nhúng tay vào tội ác nếu quan tài bị chìm. Nhưng quan tài không chìm mà nó đã nổi. Một người ngư dân nghèo tên Dictys đã chèo thuyền đên bờ khi thấy chiếc quan tài. Ông lão thấy tò mò nên đã mở ra xem bên trong có gì. Ông đã rất kinh ngạc vì trong đó có một em bé và một thiếu phụ. Ông lão vội tìm nước ngọt cho hai mẹ con. Sau một thời gian, hai mẹ con tình dậy. Hai vợ chồng ông lão đã chăm sóc hai mẹ con, nhất là Perseus. Cuộc đời của hai ông bà đã bớt phần hiu quạnh. Từ năm này qua năm khác, Perseus đã trưởng thành. Cậu rất mạnh và ngày ngày cùng ông lão Dictys về với một khoang thuyền đầy cá. Cậu luôn ghi nhớ công ơn của ông lão vì đã cứu sống cậu. 

### Perseus chém đầu quỷ Gorgon
Nhà vua Polydectes của đảo Serifos đã say mê sắc đẹp của mẹ của Perseus nên đã muốn trừ khử Perseus. Ông ta yêu cầu Perseus phải đi tìm và chặt đầu của Medusa, một trong ba chị em Gorgon. Perseus dũng cảm nhận lời. Anh đến đền thờ Delphi và xin đường đi đến hang ổ của ác quỷ Gorgon. Lời phán truyền của nữ tư tế là đi đến xứ sở của những người sống bằng hạt dẻ. Các vị thần ở núi núi Olympus đã rất lo cho Perseus vì lũ quỷ Gorgon rất nguy hiểm nên đã ban cho anh những vũ khí có thể chém được đầu Medusa. Thần Hermes đã chỉ đường cho Perseus đi qua bao xứ sở xa lạ, vượt núi non trùng điệp. Muốn tìm được ác quỷ Gorgon, anh phải bắt được ba chị em Graeae để bắt họ khai ra nơi cư ngụ của Gorgon. Perseus đã nhanh chóng bắt họ khai ra nơi của Gorgon và cần thứ gì để tiêu diệt chúng. Anh lại tiếp tục đến nơi ở của những tiên nữ Nymph Phương Bắc để xin các cô ban cho vũ khí lợi hại như chiếc mũ tàng hình của thần Hades để Gorgon không thể nhìn thấy, đôi dép có cánh để bay và cuối cùng là chiếc túi thần kì để bỏ đầu của Medusa vào. Thần Hermes đã ban cho Perseus thanh gươm dài, cong và sắc. Thanh gươm đó có thể chém đứt lớp vảy cứng của ác quỷ và cuối cùng nữ thần Athena dùng khiên che chắn cho Perseus để anh không thể nhìn vào mắt của Medusa. Với đôi dép có cánh, Perseus bay đến đảo của Gorgon. Họ đang ngủ trên một tảng đá to, rộng, phẳng. Đây là thời cơ thuận lợi để lập chiến công dễ dàng. Nữ thần Athena đã dùng chiếc khiên đồng sáng lóa để che cho anh. Nhìn vào tấm khiên, anh không biết Medusa ở đâu và thần Hermes đã giúp anh biết được. Perseus rút kiếm ra và chém bay đầu Medusa. Từ cổ Medusa có người khổng lồ Chrysaor và cả con thần mã Pegasus đã bay lên trời. Sau đó, Perseus nhét đầu Medusa vào túi và bay đi.

### Perseus trừng phạt Atlas
Đôi dép có cánh giúp Perseus bay trên đường trở về Serifos. Anh tạm nghỉ tại quê hương của thần Atlas. Quê hương của thần Atlas rất đẹp, khó có thể tả hết được. Nhưng quý nhất là vườn táo vàng mà Atlas ngày đêm canh giữ vì nữ thần Themis đã báo cho Atlas rằng con trai của thần Zeus sẽ đến và chiếm đoạt táo vàng. Vì vậy Atlas đã sai gia nhân và phái rồng thần phun ra lửa canh gác cẩn thận. 
Khi đến nơi, Perseus cúi chào bày tỏ sự kính trọng đối với vị thần chủ nhân của một xứ sở giàu có, đẹp đẽ. Khi nghe được Perseus là con trai của thần Zeus, Atlas nên đã nhớ đến lời tiên báo của nữ thần Themis. Ông ta khó chịu, đáp lại Perseus một cách xấc xược. Do đó Perseus rất tức giận và đã dùng chiếc đầu của Medusa nhằm hóa đá Atlas. Anh lại tiếp tục bay đi.

### Perseus cứu công chúa Andromeda
Perseus đi qua đất Aethiopia. Anh nhìn thấy một thiếu nữ bị xiềng chặt vào tảng đá ven bờ. Đầu tóc cô rũ rượi. Cách đó khá xa, có một đám đông cùng với một người đàn ông với một người phụ nữ đang mặc đồ tang. Mặt biển nổi lên một quái vật xù xì, gai góc; rồi đến cái cổ dài như cái cổ rắn và đầu dữ tợn với đôi mắt đỏ. Quái vật tiến đến gần thiếu nữ. Mọi người khóc kêu gào thảm thiết. Perseus thấy mình cần ra tay nên đã rút thanh gươm của thần Hermes và chém đứt đầu con quái vật. Cơ thể của nó bị đổ gục, sắp sửa chìm xuống biển. Perseus giơ đầu ác quỷ Medusa và làm cho xác của con quái vật thành một tượng đá. Mọi người mừng rỡ. Thế là người thiếu nữ đã được giải cứu. Perseus đã được nghe câu chuyện kể rằng:
"Người con gái vừa được cứu sống là Andromeda, con của vua Cepheus và hoàng hậu Casiopeia trị vì đất Aethiopia. Do hoàng hậu nên mới có tai họa cho cô con gái của mình. Bà rất yêu con nên đã ví con của mình đẹp hơn các Nereid. Các Nereid biết được nổi ghen, họ nhờ thần Poseidon trừng phạt. Poseidon đã phái một quái vật để phá cả hòn đảo, nó còn ăn thịt và bắt cóc những người dân. Cepheus đã nhận được lời phán truyền ác nghiệt: Phải hiến dâng Andromeda cho quái vật thì mới thoát khỏi tai họa. Nhà vua muốn dấu sự thật nhưng dân chúng đã dò la ra và đòi nhà vua quên tình riêng để cứu người."
Giờ đây, Andromeda đã thoát khỏi tai họa, cả đất nước Aethiopia cũng thoát khỏi tai họa. Để đền ơn, Cepheus đã gả con gái mình cho Perseus.
Đám cưới của Perseus tổ chức vô cùng trọng thể trong cung điện nhà vua Cepheus. Trong lúc vui vẻ thì binh lính chạy vào báo tin Phineus đang đến đòi Andromeda. Vừa lúc đó, Phineus bước vào, tay khiên tay lao, vẻ mặt hằm hằm đến ra lệnh cho Perseus đi. Cepheus cố dịu dàng thuyết phục nhưng Phineus đã đẩy nhà vua ra và phóng lao ngay cạnh Perseus. Perseus phóng lao trúng bộ hạ của Phineus. Từ đỉnh Olympus, nữ thần Athena đã biết hết mọi chuyện nên đã khơi lên trong trái tim của Perseus lòng dũng cảm và dùng chiếc khiên che chắn cho anh. Perseus dùng thanh gươm dài để tiêu diệt hết các dũng sĩ của Phineus. Sau đó anh nhảy ra khỏi vòng vây của kẻ địch, dùng chiếc đầu của Medusa để hóa đá toàn bộ kẻ địch.

### Perseus trở về quê hương
Sau khi chiến thắng, Perseus ở lại vương quốc của Cepheus ít ngày. Nhà vua và hoàng hậu có ý muốn truyền ngôi cho Perseus nhưng anh từ chối. Anh xin vua cha và hoàng hậu cho phép Anh đưa vợ về gặp mẹ và lão ông Dictys.
Ở đảo Serifos, lợi dụng lúc Perseus vắng nhà, vua Polydectes ra sức dụ dỗ Danae. Ông ta đành dùng thủ đoạn cưỡng bức vì sau nhiều ngày dụ dỗ không được. Nhờ một gia nhân nên Danae trốn khỏi cung điện, vào trú ngụ ở đền thờ. Ở Hy Lạp có tục lệ, nếu ai đã vào phủ phục dưới chân bàn thờ thần của một ngôi đền, dù kẻ đó có quyền cao chức trọng đến mấy thì không được xâm phạm đến tính mạng người cầu xin nên Polydectes không dám vi phạm. Ông ta phái những thuộc hạ của mình bao vây ngoài đền, rình Danae sơ hở để bắt cóc đem về.
Perseus đã về đến Serifos và không thấy mẹ đâu. Được một người kể cho rõ ngọn ngành nên Perseus chạy đến cung điện nhà vua. Lúc này Polydectes đang chè chén với quần thần, không ngờ đến ngày Perseus trở về. Thấy Perseus, cả bàn từ nhà vua đến các quần thần đều sửng sốt. Perseus cung kính chào nhà vua và dùng đầu của Medusa hóa đá tất cả. Perseus lại đến đề thờ đón mẹ. Anh dùng dao để tiêu diệt hết đám lính trước đền thợ
Sau khi đón mẹ về cung điện, Perseus cũng không quên đón hai ông bà Dictys để cùng hưởng niềm vui. Dictys thay thế Polydectes lên ngôi vua. Danae rất vừa lòng với người con dâu hiếu thảo, nết na.
Perseus cùng mẹ trở về quê hương Argos. Trên đường về, anh trả lại các vị thần những món vũ khí lợi hại như chiếc thanh gươm dài và cong cho thần Hermes, đôi dép có cánh cho các Nymph Phương Bắc, mũ tàng hình của thần Hades. Còn đầu của Medusa thì được dâng cho thần Athena. Nữ thần đem chiếc đầu đên gắn lên tấm áo giáp (có người nói gắn lên chiếc khiên đồng sáng như ánh mặt trời, mặt trăng).
Tin Perseus trở về làm nhà vua Acrisius, ông ngoại của anh rất lo sợ khi nhớ lại lời sấm truyền. Ông lặng lẽ sang trú ngụ ở Larissa, thuộc đất Thessaly, rất xa Argos. Danae không gặp được vua cha, triều đình lúc đó không ai cai quản nên Perseus thay ông cai trị. Một hôm, nhà vua xứ Larissa tên Teutamides mở hội tưởng nhớ người cha già quá cố. Hội lễ khá to, thu hút đông đảo thanh niên trai tráng các vùng xung quanh tới dự vì người Hy Lạp rất ưa chuộng thể dục - thể thao - võ nghệ. Biết vậy nên Perseus đã lên đường. 
Khi thi ném đĩa, Perseus cong người và vặn mình lấy đà. Chiếc đĩa vừa bay khỏi tay, liệng trên không. Và rồi không may, chiếc đĩa đã rơi trúng đầu Acrisius, làm ông chết ngay tại chỗ. Đau xót về chuyện không may và không muốn trở về đất Argos, Perseus quyết định đổi vương quốc với Megapenthes là chú của chàng. Từ đó Megaphenthes trị vì Argos, Perseus ở Tiryns.